# コルネリウス (聖書)

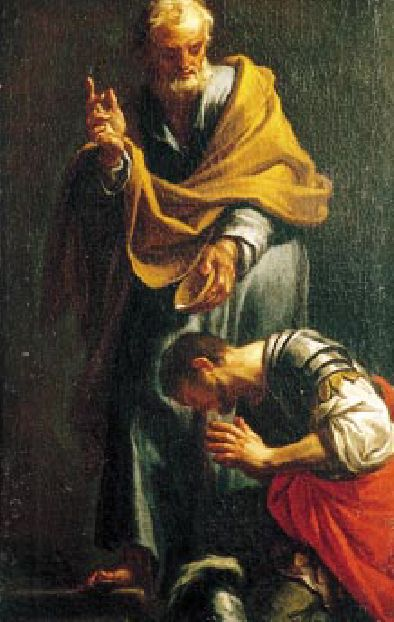
コルネリウス (聖書)

コルネリウス（希:Κορνήλιος）は、新約聖書の『使徒行伝』10章に登場するローマの軍人で、百人隊長。『使徒行伝』10章1-38節によれば、ペトロから洗礼を授かった最初の異邦人。
コルネリウスは元来「神を畏れる人」といわれる非ユダヤ人のユダヤ教信徒であった。ユダヤ教において、神を畏れる人とは、割礼を受けない（完全に改宗していない）がユダヤ教の教えに従った信仰生活を送る信徒を指す。
カイサリア（現パレスティナ北部の海岸都市）に駐在していたコルネリウスはある日、夢で使徒ペトロを自宅に招くよう告げられる。ペトロにも異邦人の改心というお告げがあったため、その招きに答える。ペトロがイエス・キリストについてコルネリウスに話したところ、コルネリウスと一同の上に聖霊が下った。ペトロはユダヤ人以外の人間に聖霊が下ることを驚きつつ、洗礼を受けるよう命じた。ペトロがことの次第をエルサレムの教会に報告すると人々は異邦人が神の言葉を聞き入れたことに大変驚いた。
その後、キリスト教はユダヤ人よりも、異邦人といわれた非ユダヤ人によって受け入れられていく。コルネリウスの物語は初期キリスト教がユダヤ教の一派という枠組みを超えて世界宗教へと変容していく過程の第一歩を示していると考えられている。